# گرتسن
گرتسن (به آلمانی: Gerzen) یک شهر در آلمان است که در بایرن واقع شده‌است.

## خصوصیات
گرتسن ۱۷٫۰۰ کیلومترمربع مساحت دارد ۴۳۳ متر بالاتر از سطح دریا واقع شده‌است.